# Zig (альбом)
Zig — пятый студийный альбом американской певицы и автора песен Поппи, релиз которого состоялся на 27 октября 2023 года.  Альбом был выпущен на Sumerian Records, что ознаменовало ее возвращение на этот лейбл после кратковременного подписания контракта с Republic. Альбом, спродюсированный Али Паями, знаменует возвращение артистки к поп-музыке и отличается более индустриальным звучанием, чем ее предыдущий альбом Flux (2021).

## Общий фон
В интервью Revolver в декабре 2022 года Поппи рассказала, что работает над своим пятым студийным альбомом. В марте 2023 года она анонсировала новый сингл под названием «Church Outfit», который был выпущен 4 апреля. Сингл ознаменовал её возвращение на Sumerian Records после непродолжительного подписания контракта с Republic Records для её пятого EP Stagger (2022).
19 июля 2023 года Поппи выпустила сингл «Knockoff» и объявила о выпуске альбома Zig 27 октября 2023 года. После анонса альбом сразу же стал доступен для предварительного заказа.. Десятый трек альбома, «Motorbike», был выпущен в качестве третьего сингла 12 сентября. Песня «Hard» была выпущена в качестве четвёртого и последнего предрелизного сингла 20 октября, перед этим Поппи исполнила её вживую. 1 декабря она выпустила видеоклип на «Flicker», пятый трек альбома.

## Запись и концепция
Поппи написала для Zig более 40 песен, но только 11 вошли в окончательный трек-лист. В основном она работала с Саймон Уилкокс и Али Паями, последний из которых спродюсировал все синглы альбома. Работа над песнями была организована в четырёх различных журналах, в зависимости от идеи песни. О концепции альбома Поппи сказал: «Я прихожу со скелетом, и мы собираем его воедино. Я чувствую необходимость разобраться в своем собственном коде, пытаясь понять себя». Она также исполнила на альбоме партию гитары и баса.
Альбом был отнесен к жанрам дарк-поп, индастриал-поп, электропоп, альтернативный поп, ню-метал. Alternative Press назвал песню «Linger» «готической балладой», сравнив её с синглом Бритни Спирс 2004 года «Everytime».  Sputnikmusic охаректеризовал десятый трек «Motorbike» как «чистый бабблгам-поп», в то время как Sumerian Records описывает заключительный трек альбома, «Prove It», как переключение между «раскрепощенным и уязвимым» и «двойной скоростью, фузз, искаженным скримингом».

## Отзывы критиков
| Совокупная оценка | Совокупная оценка |
| Источник          | Оценка            |
| ----------------- | ----------------- |
| Metacritic        | 68/100            |
| Оценки критиков   |                   |
| Источник          | Оценка            |
| AllMusic          | [ 26 ]            |
| Dork              | [ 27 ]            |
| Hysteria Mag      | 9/10              |
| Kerrang!          | 4/5               |
| The Forty-Five    | [ 30 ]            |
| Louder Sound      | [ 19 ]            |
| Metal Hammer      | [ 23 ]            |
| Slant             | [ 31 ]            |
| Sputnikmusic      | 2.5/5             |
| Wall of Sound     | 8.5/10            |

Zig получил в целом положительные отзывы. На Metacritic альбом получил 68 баллов из 100 на основе пяти рецензий, что свидетельствует о «в целом благоприятных отзывах». Критики положительно оценили ориентацию альбома на электронную музыку и возвращение Поппи к поп-музыке, в то время как критика была направлена на предсказуемость альбома и отсутствие более тяжелого звучания, которое присутствовало на предыдущих пластинках Поппи. В положительной рецензии Нил З. Йенг из AllMusic назвал Zig Поппи самой «зрелой работой на сегодняшний день», заявив, что "она выкладывает висцера на стол, открывая себя как никогда раньше и демонстрируя свои самые человечные моменты. Али Шатлер из Dork написала: «Здесь есть ярость, сила, мир и головокружительная радость, поскольку Поппи снова все перевернула». Тиана Спетер из Hysteria mag положительно отнеслась к альбому, заявив: «Для поклонников дикости Поппи 2020 года I Disagree или альт-рок-пастиша 2021 года Flux, Zig — это, безусловно, совершенно новая эра для хамелеонской артистки. …Элементы электро-данса, вплетенные в хребет Zig, доказывают, что Поппи может написать поп-песню или ослепить уязвимостью, как никто другой, и при этом кричать, как призматическая банши, если того потребует случай». Люк Мортон, написавший для Kerrang!, высоко оценил звучание альбома, заявив: «Такое отполированное производство проходит через вены Zig… так как звезда жанровых разборок включает элементы индастриала, метала и джангла среди более тяжелых моментов пластинки.» Поскольку Zig по большей части отходит от рок- и метал-звучания её последних работ, Лиза Райт из The Forty-Five сочла, что альбом «немного неинтересен», отметив при этом, что Поппи «оставила челюсти на полу своим первоначальным металлическим переосмыслением.»
Вики Грир из Louder Sound высказала схожее мнение, заявив: «Zig начинает фазу „дарк-попа“ Поппи, но захватывающая экстремальность её лучших работ здесь отсутствует». Дэнни Лейверс из Metal Hammer положительно отозвался о звучании альбома, заявив: «Здесь много пройденного пути, но Zig никогда не кажется случайным или беспорядочным. Поппи… рассматривает [свои] альбомы как „временные метки“ своей жизни, и по этой причине её жанровое смещение меньше похоже на следование художника за тенденциями… скорее на заядлого потребителя искусства, исследующего свои влияния и создающего музыку по своим собственным правилам.» Стив Эриксон из Slant был менее позитивен и считал, что на Zig «Поппи стала тем, от чего она успешно уклонялась до сих пор: предсказуемой.» Sputnikmusic сделал вывод, схожий с мнением The Forty-Five и Louder Sound: «Поппи кажется сдержанной здесь — как будто что-то удерживает её от воплощения её обычно диких и нестандартных прихотей.» Кайла Гамильтон из Wall of Sound отнеслась к альбому более позитивно, заявив: «Поппи растет музыкально, но она также растет и лично. Zig — тому доказательство».

### Итоговые списки
| Публикация        | Почести                      | Год  | Позиция | Источник |
| ----------------- | ---------------------------- | ---- | ------- | -------- |
| Revolver Magazine | Лучший альбом 2023 года      | 2023 | —       | [ 34 ]   |
| Kerrang           | 50 лучших альбомов 2023 года | 2023 | 39      | [ 35 ]   |
| British GQ        | Лучшие альбомы 2023 года     | 2023 | —       | [ 36 ]   |
| Rock Sound        | 50 альбомов 2023 года        | 2023 | 22      | [ 37 ]   |
| Dork              | 50 альбомов 2023 года        | 2023 | 29      | [ 38 ]   |

## Продвижение
В 2023 году Поппи и Pvris выступили в качестве хедлайнеров The Godless/Goddess Tour.
В сентябре 2023 года Поппи объявила, что в поддержку альбома она отправится в Zig Tour 2024 года, а даты его проведения в Великобритании были объявлены на февраль. В тот же день она была заявлена в качестве одного из участников поддержки тура Bad Omens под названием Concrete Forever. В ноябре Поппи была заявлена в качестве исполнителя на разогреве мирового турне Thirty Seconds To Mars 2024 в США.

## Список композиций
Слова и музыка всех песен — Саймон Уилкокс, Али Паями и Поппи, кроме отмеченных..
| №                   | Название                                                       | Длительность |
| ------------------- | -------------------------------------------------------------- | ------------ |
| 1.                  | «Church Outfit»                                                | 1:54         |
| 2.                  | «Knockoff» (Паями, Иэн Киркпатрик, Шон Дуглас, Поппи, Уилкокс) | 3:04         |
| 3.                  | «Hard»                                                         | 2:26         |
| 4.                  | «What It Becomes»                                              | 3:38         |
| 5.                  | «Flicker»                                                      | 2:22         |
| 6.                  | «1s + 0s»                                                      | 3:16         |
| 7.                  | «Zig»                                                          | 2:28         |
| 8.                  | «Linger» (Поппи, Паями, Йоке Берг, Лара Андерссон)             | 3:16         |
| 9.                  | «The Attic»                                                    | 3:24         |
| 10.                 | «Motorbike»                                                    | 2:26         |
| 11.                 | «Prove It»                                                     | 2:15         |
| Общая длительность: | Общая длительность:                                            | 30:29        |

## Участники записи
- Поппи — вокал, гитара, бас-гитара[18]
- Али Паями[англ.] — производство
- Sterling Sound — мастеринг
- Закк Червини[англ.] — сведение
- Ник Треков — помощь в сведении
- Иэн Киркпатрик[англ.] — совместное производство (2 трек)

## Чарты
| Чарт (2023)                       | Высшая позиция |
| --------------------------------- | -------------- |
| Шотландия (Scottish Albums Chart) | 74             |
| Великобритания (OCC)              | 58             |
| США (Billboard)                   | 27             |
| США (Billboard)                   | 8              |
| США (Billboard)                   | 9              |